# Морске радости (стрип)
Морске радости (поднаслов: Обрачун у Богулеђинцима) је 11а епизода стрип серијала Кобра. Објављена је у магазину YU стрип, бр. 234/1 у издању Дечјих новина. Свеска је објављена у августу 1980. год.  Цена свеске износила је 15 динара (0,5 $; 0,9 DEM). Сценарио је написао Светозар Обрадовић, а епизоду нацртали Бранислав Керац и Сибин Славковић. Епизода је имала 14 страна.

## Кратак садржај
Кобра се враћа у Југославију и са пријатељицом Сандром одлази на Јадранско море (место Богулеђинци) у кућу пријатеља цртача стрипова. Случајно наилазе на шверцере цигарета.

## Познате личности
Инспектор Исток Шумовић (стр. 12) је инспектор Хари Калахан, кога у филмовима о Прљавом Харију тумачи Клинт Иствуд.

## Проблем са ауторском нумерацијом епизода
Као и у случају епизоде Змајеви спасавају принцезу, коју су аутори обележили са 4а, ова епизода обележена је са 11а. Ипак, већ наредна епизода (Анђео пакла) је обележена као 14. епизода, што значи да су од те епизоде аутори сами направили ренумерацију. У том случају, ово је требало да буде 13. епизода, док је Змајеви... требало да буде 5. епизода.